# سيدني بيترسون (رياضية)
سيدني بيترسون (مواليد 17 فبراير 2002) متزلجة أمريكية من ذوي الاحتياجات الخاصة.
فازت بالميدالية الفضية في مسابقة التزلج الريفي على الثلج لمسافة 10 كيلومترات سيدات في بطولة العالم للرياضات الثلجية 2021 التي أقيمت في ليلهامر، النرويج. كما فازت بالميدالية البرونزية في مسابقة التزلج لمسافات طويلة عبر الريف للسيدات.

## وصلات خارجية
- سيدني بيترسون على موقع اللجنة الأولمبية والبارالمبية الأمريكية (الإنجليزية)